# 達蓋特縣
達蓋特縣（英語：Daggett County）是美国犹他州東北部的一個縣，東鄰科羅拉多州，北鄰怀俄明州，面積1,873平方公里。根據2020年美國人口普查，共有人口935人。縣治馬尼拉（Manila）。該縣成立於1918年，是全州最近成立的縣；縣名紀念該州首任土地測量官埃爾斯沃思·達蓋特（Ellsworth Daggett）。